# 松永涼吾
松永 涼吾（まつなが りょうご）は、日本の俳優である。劇団四季所属。日本芸術専門学校出身。

## 来歴
2021年3月、『ライオンキング』で劇団四季の初舞台を踏む。

## 主な出演作品

### 舞台
- ライオンキング[3]
- ノートルダムの鐘[4]
- 赤毛のアン（ギルバート・ブライス役）